# Lanzhou-Universität

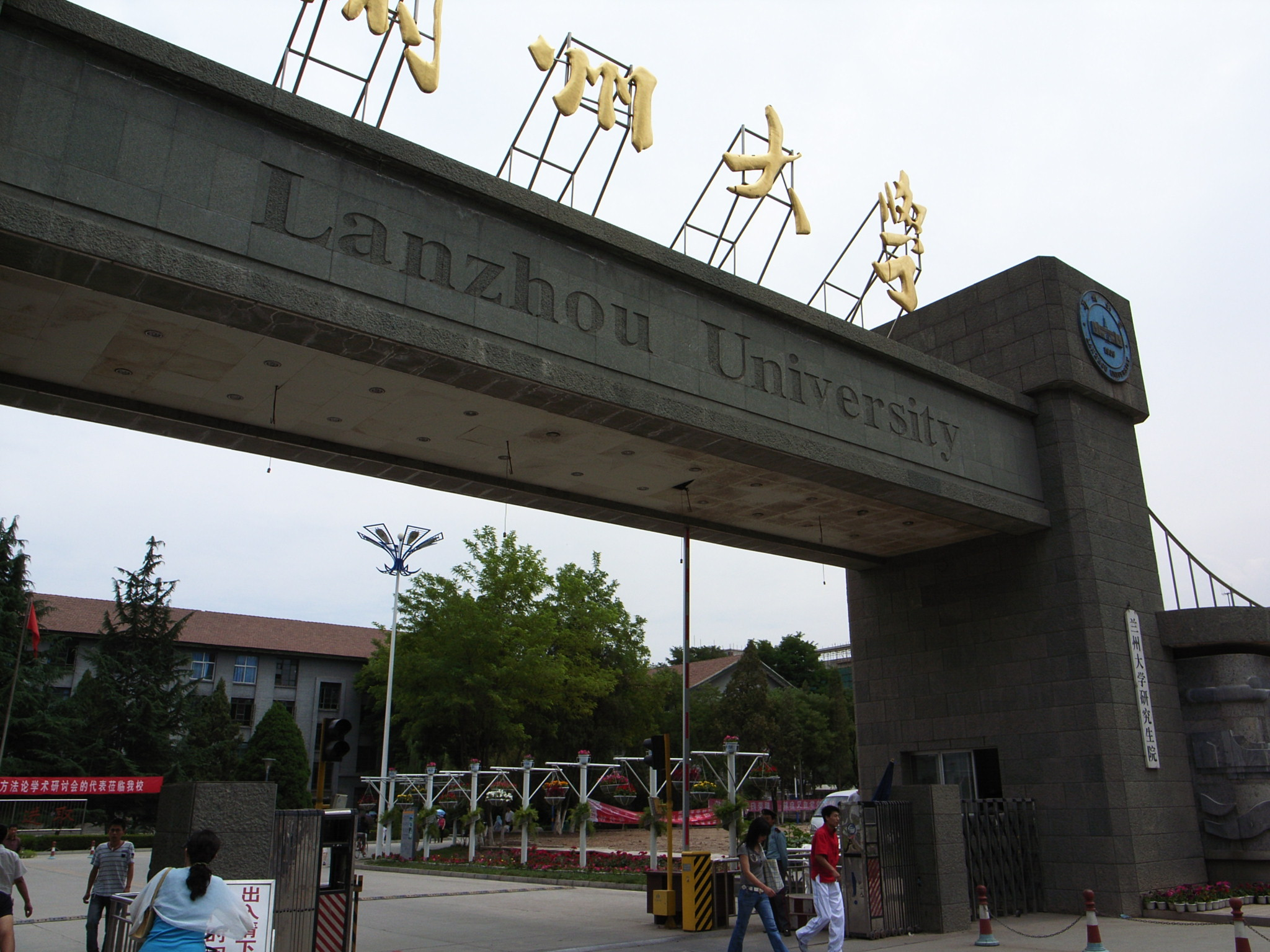
Eingang

Die Lanzhou-Universität (chinesisch 蘭州大學 / 兰州大学, Pinyin Lánzhōu Dàxué; Abk. Lán Dà (蘭學 / 兰大)) ist eine Universität in Lanzhou, der Hauptstadt und größten Stadt der Provinz Gansu in Nordwestchina. Die Universität wurde 1909 gegründet. Sie hat heute etwa 20.000 Studenten. Das Universitätsgelände verteilt sich auf vier Campusse. Drei davon befinden im Stadtzentrum, der vierte im etwa 50 Kilometer entfernten Yuzhong.